# Cléo (ur. 1959)
Cléo Inácio Hickman (ur. 9 lutego 1959 w Venâncio Aires) – brazylijski piłkarz występujący podczas kariery na pozycji ofensywnego pomocnika.

## Kariera klubowa
Karierę piłkarską Cléo zaczął w klubie SC Internacional w 1977. W lidze brazylijskiej zadebiutował 27 marca 1980 w przegranym 0-1 meczu z Santosem FC. Z Internacionalem trzykrotnie zdobył mistrzostwo stanu Rio Grande do Sul – Campeonato Gaúcho w 1978, 1981 i 1982.
W latach 1983–1984 był zawodnikiem SE Palmeiras. W 1985 występował w Américe Rio de Janeiro, a w latach 1986–1988 Sportu Recife. W barwach Recife Cléo 11 grudnia 1986 w zremisowanym 1-1 meczu z Comercialem Campo Grande wystąpił po raz ostatni w lidze. Ogółem w latach 1980–1986 w lidze brazylijskiej Cléo rozegrał 76 spotkań, w których zdobył 15 bramek. Karierę zakończył w Vila Nova Goiânia w 1989.

## Kariera reprezentacyjna
Cléo występował w olimpijskiej reprezentacji Brazylii. W 1979 uczestniczył w Igrzyskach Panamerykańskich, na których Brazylia zdobyła złoty medal. Na turnieju w San Juan wystąpił we wszystkich pięciu meczach Gwatemalą, Kubą, Kostaryką, Portoryko (bramka) i ponownie z Kubą.